# Wedelia mexicana
Wedelia mexicana là một loài thực vật có hoa trong họ Cúc. Loài này được (Sch.Bip.) McVaugh miêu tả khoa học đầu tiên năm 1972.